# Epoxide

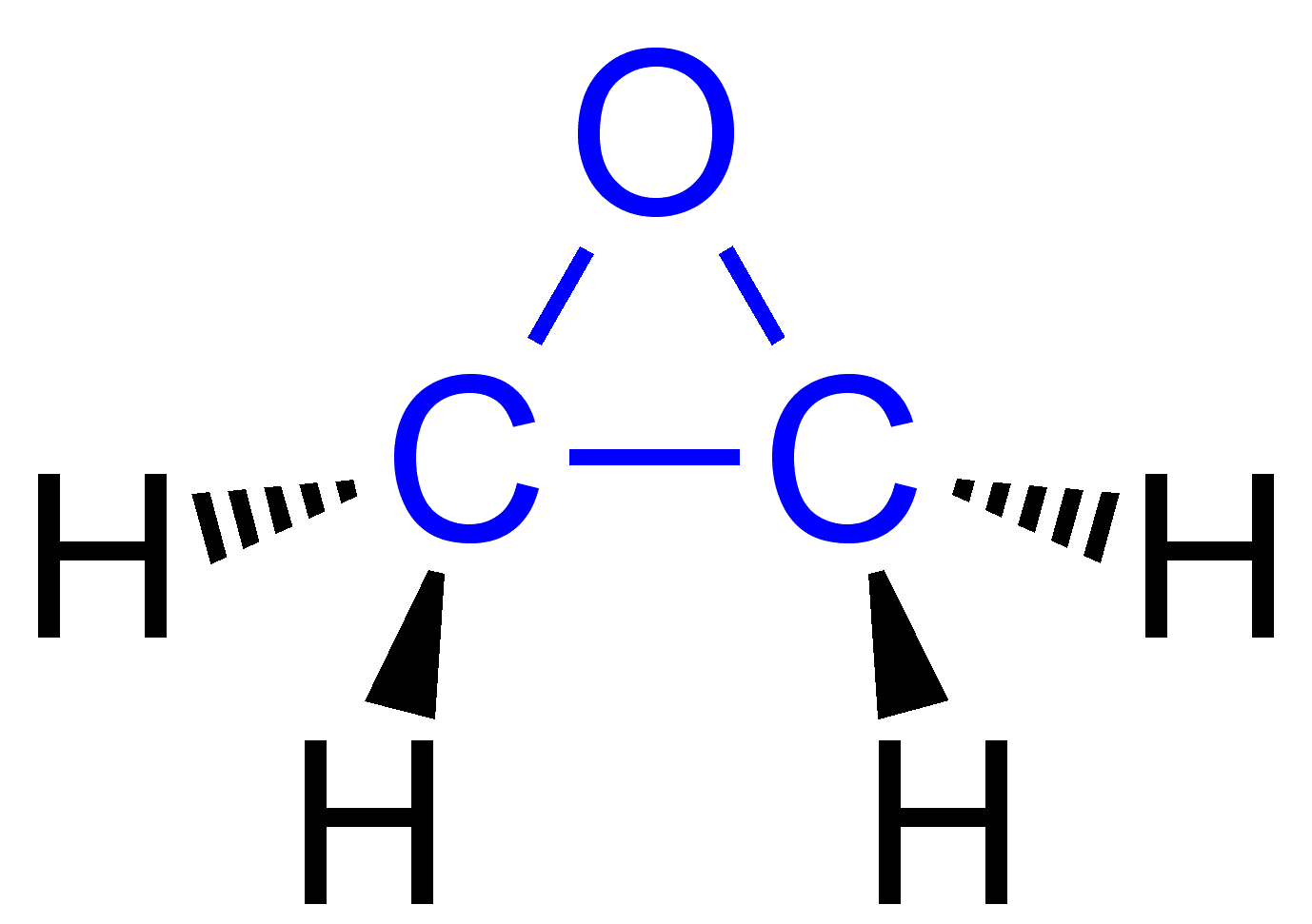
Ethylenoxid mit dem blau markierten Epoxid-Dreiring

Die Epoxide, auch Epoxyde, nach dem Hantzsch-Widman-System Oxirane oder nach der Austauschnomenklatur Oxacyclopropane, sind eine chemische Stoffgruppe sehr reaktionsfähiger, cyclischer, organischer Verbindungen. Sie enthalten einen Dreiring, bei dem im Vergleich zum Cyclopropan eine Methylengruppe durch ein Sauerstoffatom ersetzt ist. Epoxidgruppen bilden somit die einfachsten sauerstoffhaltigen Heterocyclen. Die Sauerstoffbrücke wird als Epoxybrücke bezeichnet.

## Vertreter
Das einfachste und technisch interessanteste Epoxid ist Ethylenoxid (Ethenoxid). Es wird durch Oxidation von Ethen an einem Silberkatalysator hergestellt (Heterogene Katalyse). Aufgrund der in einem Dreiring herrschenden Ringspannung von ca. 115 kJ/mol kann der Ring durch nucleophilen Angriff auf ein C-Atom relativ leicht geöffnet werden. Das Sauerstoffatom des Epoxidrings ist dabei zwar die Abgangsgruppe, bleibt aber mit einem C-Atom des Epoxids verbunden und ist somit weiterhin Bestandteil des Moleküls.
Ist eines oder sind mehrere Wasserstoffatome des Ethylenoxids durch Organyl-Reste (Alkyl-Reste, Aryl-Reste, Alkylaryl-Reste etc.) ersetzt, sind diese Verbindungen ebenfalls Oxirane.
Ein Polymer aus mehreren Epoxid-Segmenten ist ein Polyepoxid, auch Epoxidharz. Diese werden als Klebstoff oder in Kompositwerkstoffen verwendet.
Epoxide sind Zwischenprodukte bei der Herstellung des Grippe-Medikaments Oseltamivir (Tamiflu) aus in Japanischem Sternanis enthaltener Shikimisäure.
Einige Epoxidharze (z. B. Bisphenol-A-diglycidylether und -F) sind hochgradige Allergene, was vor allem Arbeitskräfte betrifft, die in der Fertigung direkt exponiert sind (z. B. bei der Herstellung von Flugzeugen oder modernen Windkraftanlagen).

## Bildung durch Epoxidierung einer Doppelbindung
Epoxide können bei Raumtemperatur durch die Reaktion eines Alkens und einer Peroxycarbonsäure gebildet werden (Prileschajew-Reaktion). Neben dem Epoxid entsteht eine Carbonsäure.

Bildung eines Epoxides aus einer Peroxycarbonsäure und einem Alken

Häufig wird als Peroxycarbonsäure meta-Chlorperbenzoesäure (MCPBA) eingesetzt, da diese im Gegensatz zu anderen Percarbonsäuren relativ stabil und sicher handhabbar ist. Andere Peroxycarbonsäuren, die zur Epoxidierung eingesetzt werden können, sind Peroxyameisensäure und Peroxyessigsäure. Sie werden während der Reaktion aus Ameisensäure bzw. Essigsäure und Wasserstoffperoxid hergestellt (In-situ-Verfahren).